# Володимир Андрійович Хоробрий
Володимир Андрійович (15 липня 1353 — 12 серпня 1410) — удільний князь серпуховський і боровський, московський полководець; син князя Андрія Івановича, внук Івана Калити. Сприяв зміцненню Московського князівства, виступаючи проти правителів Твері (1375), Рязані (1385), Новгорода (1392) і проти литовських військ (1370, 1379).

## Життєпис
Народився 15 липня 1353, на сороковий день після смерті свого батька.
У Куликовській битві 1380 року з татарами, б'ючись під стягами Дмитра Донського, командував полком засідки, що вирішив результат бою на користь московського війська, за що його прозвали Хоробрим. 1382 року сприяв вигнанню хана Тохтамиша (битва біля Волока). Перед тим хан Тохтамиш, що об'єднав під своєю рукою Синю і Золоту Орди, спалив Москву, Коломну і ще 9 міст. Згодом готував відсіч полчищам Тимура (1398), керував обороною Москви під час набігу хана Едигея (1408).
Увійшов в історію як один з найвидатніших московських полководців Північно-Східної Русі.
Князь Володимир Хоробрий похований в Архангельському соборі Кремля.

## Сім'я
Був одружений із Оленою, дочкою Ольгерда.
Сини:
- Андрій (Старший) — помер немовлям[1]
- Іван (1381–1422) — князь Серпуховський (1410–1422);
- Семен (пом. 1426) — князь Боровський (1410–1425), князь Серпуховський (1422–1426);
- Ярослав (Афанасій)[1] (18 січня 1388 / 1389 — 16 серпня 1426) — князь Малоярославецький («боровсько-ярославецький» від Ярославля боровського) (1410–1426);
- Василь (9 липня 1394–1427) — князь Перемишльський і Углицький (1410–1427);
- Федір (16 січня 1390–1390)[1];
- Андрій (Молодший) (пом. 1426) — князь Серпуховський, Радонезький, Боровський.